# Gândacul lui Hercule

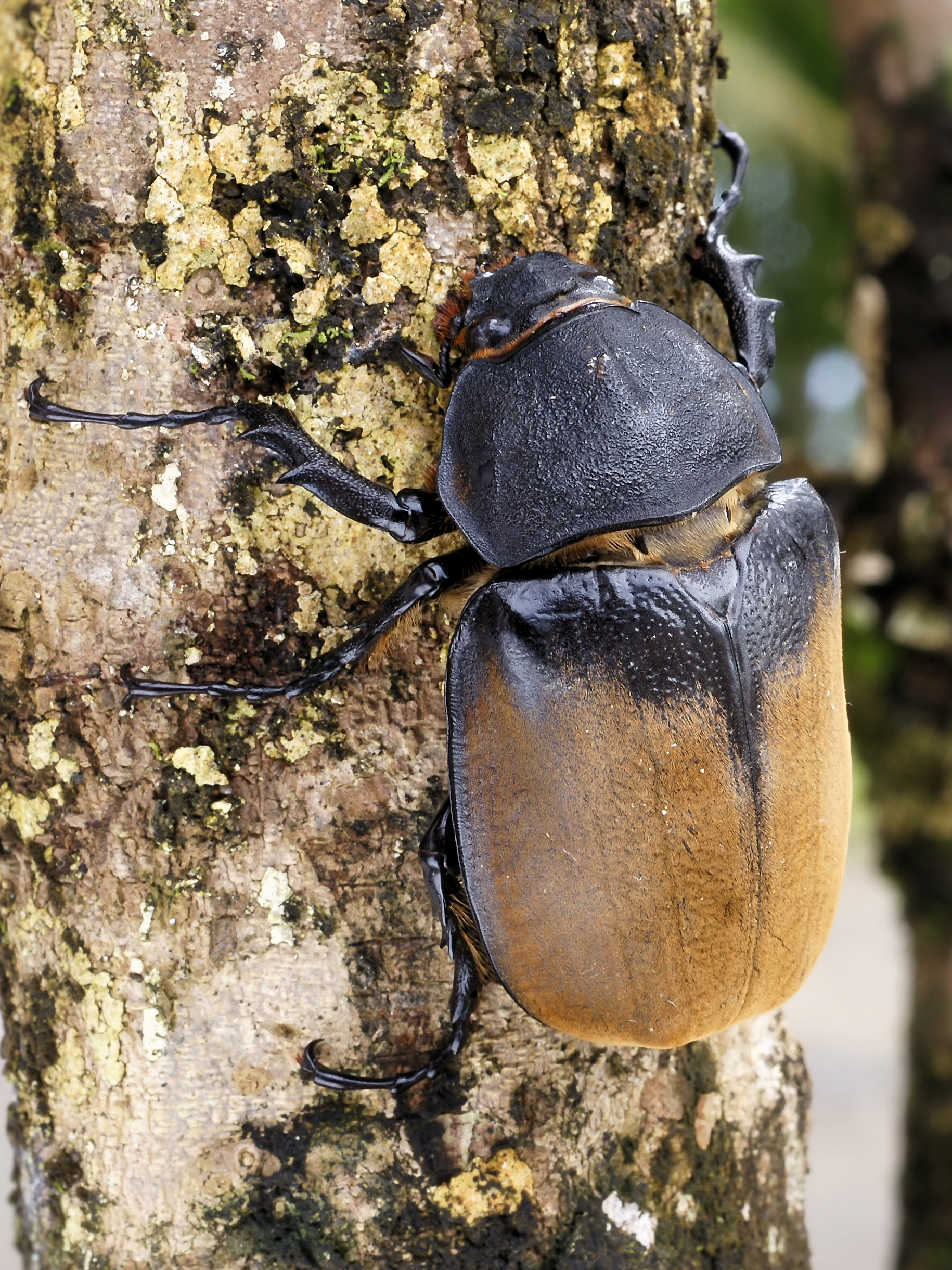
Femela speciei

Gândacul lui Hercule (Dynastes hercules) este cel mai mare dintre gândacii rinoceri. Este originar din pădurile tropicale din America Centrală, America de Sud și Antilele Mici. Cea mai nordică zonă de răspândire observată la această specie este partea sudică a Arizonei, în regiunea Pima. Cele mai cunoscute specimene ale speciei sunt masculii, recordul înregistrat fiind de 17 cm în lungime. Este cea mai mare specie dintre cele 6 specii ale genului Dynastes, și se numără de asemenea printre cei mai mari gândaci cunoscuți, concurând cu Macrodontia cervicornis (sunt cunoscute specimene de 17–17.5 cm) și Titanus giganteus (mai mult de 17–17.5 cm; câteva specimene de 18+ cm). Totuși, dacă sunt scoase din discuție coarnele, Macrodontia Cervicornis și Dynastes Hercules scad în topul mărimii, gândacul lui Titan fiind în vârf.